# LanDrive
LanDrive2 — универсальная платформа[прояснить] для построения классических шинных распределённых систем управления в системах «умный дом», в автоматизации зданий, созданная российской компанией INSYTE на базе протокола Modbus/RTU. Предназначена для управления внутренним и уличным освещением, силовыми нагрузками, электроприборами, а также такими системами как отопление, кондиционирование, вентиляция, охранная сигнализация, контроль доступа, контроль протечек воды. Также возможно управление: аудио-, видеотехникой, жалюзи, рольставнями, шторами, воротами, насосами, двигателями. В основном ориентирована на применение в составе «умного дома»
Структурно система состоит из центрального контроллера и исполнительных модулей, связанных между собой полевой шиной (сетью). К исполнительным модулям подключаются управляемое оборудование. Используя любой Modbus OPC сервер, возможно управление системой без центрального контроллера, с компьютера. Также возможна интеграция в любую SCADA систему.

## Протокол передачи данных
Для взаимодействия система использует на физическом уровне стандарт RS-485. Для взаимодействия на прикладном уровне используется широко известный протокол Modbus/RTU, а также Modbus/TCP. Оборудование поддерживает скорость обмена информацией в режимах 2400, 4800, 9600, 19200, 38400, 57600, 76800, 115200 бод, что достаточно для мгновенного выполнения команд. Максимальное количество устройств, управляемых одним главным контроллером (ПЛК) — 100. Возможно объединение нескольких главных контроллеров в одну сеть. Ввиду использования стандартных протоколов возможно включение в систему оборудования сторонних производителей, также возможно использование устройств серии LanDrive в других системах.

## Элементы системы
- Центральный управляющий контроллер, позволяющий управлять всеми устройствами по заданным сценариям. Имеет на борту GSM-модем, порт Ethernet, порт RS-232, USB-порт, порт 1Wire, 4 реле, 4 дискретных входа, 2 аналоговых входа 0-10В.
- Релейные модули, обеспечивающие коммутацию мощной нагрузки от 0,6 до 5,0 кВт, а также опрос датчика типа «сухой контакт».
- Диммирующие модули, обеспечивающие возможность плавного изменения мощности в нагрузке от 0,6 - 1,0 кВт.
- Модули инфракрасной связи, обеспечивающие приём команд с пультов дистанционного управления и передачу сохранённых команд на телевизоры, кинотеатры, кондиционеры, любую ИК-технику.
- Модули управления приводами, моторами, жалюзи, рольставнями, воротами, шторами, экранами.
- Модули с цифровыми входами, обеспечивающие опрос нескольких датчиков.
- Модули расширения с аналоговыми входами-выходами, обеспечивающие опрос аналоговых датчиков, например, температуры, и управление аналоговыми устройствами.
- Модули и датчики сбора информации: температуры, влажности, движения.
- Блоки питания всей системы и центрального контроллера.

## Программирование
В этой системе необходимо программирование только главного контроллера. Для программирования используется специализированное программное обеспечение — LanDrive Configurator Pro.

## Оперативное управление
Система может управляться с помощью большого перечня программного обеспечения:
- IridiumMobile для Windows, AppleOS, Android
- SCADA-приложения для любых ОС
- OPC-серверы Modbus
- Специальные приложения для управления зданиями, умными домами, такие как TeslaScada, ScadaMobile.

Весь перечень приложений позволяет осуществлять оперативное визуализированное управление умным домом, в том числе:
- управление системой LanDrive с сенсорных мониторов, панелей;
- управление системой LanDrive с карманных компьютеров;
- управление системой LanDrive с iPod, Android, iPad и iPhone;
- управление системой LanDrive через Интернет по защищеному каналу;
- объединение множества центральных контроллеров SPIDER2 в единую сеть;
- создание собственных виртуальных панелей управления зданием;
- возможность интеграции с оборудованием сторонних производителей.